# Jusepe de Ribera
Jusepe de Ribera (Hativa, 12. siječnja 1591 . – Napulj, 2. rujna 1652.) bio je španjolski barokni slikar, crtač i grafičar koji je cijelu karijeru izgradio u Italiji, prvo u Rimu, a kasnije u Napulju. Bio je poznat i po talijaniziranom imenu Giuseppe Ribera i nadimku Lo Spagnoletto (Španjolčić), zbog niskog rasta i svojeg španjolskog podrijetla.